# Xanthoeme signaticornis
Xanthoeme signaticornis är en skalbaggsart som först beskrevs av Julius Melzer 1920.  Xanthoeme signaticornis ingår i släktet Xanthoeme och familjen långhorningar. Inga underarter finns listade i Catalogue of Life.